# 早稲田大学新聞会
早稲田大学新聞会（わせだだいがくしんぶんかい）は、早稲田大学の学生新聞のひとつである「早稲田大学新聞」の発行団体。1922年に創刊し、1950年代より政治色を強め、1960年代より日本革命的共産主義者同盟革命的マルクス主義派（革マル派）の影響下となった。1999年に大学よりサークル公認を取り消され、大学は当団体とは無関係と声明している。
初期の寄稿者には芥川龍之介、主な団体の出身者は服部敬雄、松岡正剛、本多延嘉など。
なお大学側は1966年より広報紙「早稲田ウィークリー」を発行している。また「早稲田大学学生新聞」は統一教会系の別新聞である。

## 概要
早稲田大学の学生新聞のひとつ、「早稲田大学新聞」の発行を中心に活動している。革マル派が執行部を握るサークル連合「文化団体連合会」に加盟し、早稲田キャンパス南門近くのビルに部室を持つ。
「早稲田大学新聞」は週1回発行され、2ページの場合は1部50円、4ページの場合は100円で販売されている。このほか、同サークルが関わった裁判の判決や、大学総長選挙関連のニュースを号外として発行することもある。また新入生歓迎版が4月に、就職活動を特集した特別版が毎年春に発行される。新聞の題字は会津八一による。記事の内容は硬軟を取り混ぜているが、政治的には革マル派の主張が掲載されている。
2000年ごろまでは主に早稲田大学の早稲田キャンパスに設置された無人スタンドにて販売されていたが、上記のような大学との対立の経緯もあり、以後はほとんど見かけることはなく、キャンパス内の掲示板に貼られていることが多い。就職セミナーを紹介することなどもあるが、大学が認知しているものではない。

## 歴史
『早稲田大学新聞』は1922年（大正11年）11月5日に創刊した。創刊号には芥川龍之介が寄稿した。
その後、左翼分子の機関誌（ママ）と化したため、学校当局が弾圧を加えて1929年（昭和4年）春に廃刊。『早稲田大学学生新聞』と改称して非合法手段で発行を続けたが、翌1930年（昭和5年）秋の大学紛争を受けて廃刊。1935年（昭和10年）に学生が関与しない前提で再発行されることとなった。
しかし、これも1944年（昭和19年）には太平洋戦争下での紙不足のために一時休刊となった。
戦後間もなく復刊し、その後しばらくは比較的穏健路線を取っていたが、昭和30年代に入ると急激に政治色を強め、1957年には新聞の発行方針をめぐり当時学生新聞の全国組織だった「全日本学生新聞連盟」と対立し、同連盟から脱退した（翌年に復帰）。その後、日本革命的共産主義者同盟革命的マルクス主義派（革マル派）と接近し、1960年代以降は事実上革マル派の主張が掲載される新聞となった。（なお革マル派の公式な機関紙には『解放』がある。）早稲田大学新聞会に所属していた松岡正剛は「学生運動の拠点だった」と回想している。
これに対し、大学当局は独自の広報媒体を持つために、1966年から広報紙『早稲田ウィークリー』を発行している。
1996年に早稲田大学の学園祭である「早稲田祭」において、それまで早稲田祭実行委員会が「財源確保のため」と称して参加者に強制販売していたパンフレットを大学当局が自由販売制とするように命じたが、早稲田祭実行委員会はパンフレットに対する広告募集をほとんど行わなかった。一方で早稲田大学新聞会（当時、早稲田祭実行委員会と非常に仲が良かったとされる）は独自に無料パンフレット「がんばれ!早稲田祭」を発行し広告費を募った。
この際、早稲田大学新聞会のパンフレットの広告募集に早稲田祭実行委員長の推薦文が掲載されていたこと、またこの際に早稲田大学新聞会が得たと見られる広告費（注：企業に配られた広告募集と実際のパンフレットから大学当局が推計したもの）が過去の早稲田祭実行委員会の決算報告書の数値より大幅に増加していたことなどから、大学当局は「実行委員会が意図的にプログラムへの広告募集を怠り、その分の収入が新聞会に回るように仕向けたのではないか」「実行委員会はそれ以前から広告費を実際の収入よりも過少申告し、差額を横流ししていたのではないか」と疑問視した。この疑惑に対し、早稲田祭実行委員会からは明確な回答が得られなかったとして、早稲田大学は臨時学部長会を開き、翌年1997年の早稲田祭の開催中止を決定し、1999年2月に早稲田大学新聞会のサークルとしての公認を取り消した。
これに対し早稲田大学新聞会は「広告費横流しは事実無根」だとして1999年3月に損害賠償を求める訴訟を早稲田大学に起こしたが、一審・二審とも敗訴し、2003年に最高裁への上告が棄却され敗訴が確定した。
その後早稲田大学は、「『早稲田大学新聞』は早稲田大学と無関係」とする告知文（ページに日付は記載されていないが、このページへリンクしている上位ページの更新日付は2007年7月）を出している。